# Фолленвайдер, Андреас
Андре́ас Фолленвайдер (нем. Andreas Vollenweider, род. 4 октября 1953) — швейцарский музыкант — арфист и композитор. Известен как исполнитель собственных произведений на электроакустической арфе собственной конструкции.

## Биография
Родился в 1953 году в Цюрихе в семье органиста и композитора. С 1975 года играет на арфе, в 1979 году выпустил первый музыкальный альбом. В это же время начинает создавать и записывать музыку для кинофильмов. В 1981 году выступил на джазовом фестивале в Монтрё.
В 1986 году за свой четвёртый альбом Down to the Moon получил премию Грэмми. В 1992 году стал лауреатом World Music Awards. В разное время сотрудничал с Бобби Макферрином, Лучано Паваротти, Дживаном Гаспаряном.

## Творчество
Произведения Фолленвайдера относят ко многим жанрам — джазу, нью-эйджу, академической музыке. Основной инструмент — созданная им самим электроакустическая арфа, придающая его музыке характерное и своеобразное звучание. Автор четырнадцати альбомов, два из которых занимали в общей сложности 11 недель первое место в чартах журнала Billboard, одновременно в категориях «классическая музыка», «джаз», «поп и кроссовер».

## Дискография
- 1979 — Eine Art Suite in XIII Teilen.
- 1981 — Behind the Gardens[англ.] (переиздан в 2005 году).
- 1983 — Caverna Magica[англ.] (переиздан в 2005 году).
- 1983 — Pace Verde (сингл).
- 1984 — White Winds[англ.] (переиздан в 2005 году).
- 1986 — Down to the Moon (переиздан в 2005 году).
- 1989 — Dancing with the Lion (переиздан в 2005 году).
- 1990 — Traumgarten (с отцом, органистом Хансом Фолленвайдером, переиздан в 2007 году).
- 1991 — Book of Roses (переиздан в 2005 году).
- 1993 — Eolian Minstrel (переиздан в 2007 году).
- 1994 — Andreas Vollenweider & Friends (концертный альбом, переиздан в 2007 году).
- 1997 — Kryptos (переиздан в 2005 году).
- 1999 — Cosmopoly (переиздан в 2005 году).
- 2001 — The Essential.
- 2004 — Vox.
- 2005 — The Storyteller.
- 2006 — Midnight Clear (с Карли Саймон).
- 2006 — The Magical Journeys of Andreas Vollenweider.
- 2009 — A I R.